# Данил Хармс
Данил Хармс (рус. Даниил Хармс; Санкт Петербург, 30. децембар 1905 — Лењинград, 2. фебруар 1942) био је сатиричар ране совјетске ере, користио је надреалистички и апсурдни стил. Писао је поезију и прозу, а бавио се и драматургијом. Рођен је као Данил Иванович Јувачов (рус. Даниил Иванович Ювачёв), а псеудоним Хармс је смислио у средњој школи. Користио је и бројне псеудониме Хормс, Чармс, Дандан, Шардам итд. Његово стваралаштво било је инспирисано делима Велимира Хлебњикова, Алексеја Кручониха, Александра Туфанова, Казимира Малевича. Био је члан уметничке групе ОБЕРИУ.
Хармс није стекао велику славу и већина његових дела је издата у тајности као самиздат. Осуђен је због антисовјетског деловања и провео је годину дана у затвору у Курску. Током опсаде Лењинграда 1941. године ухапшен је по други пут због исказивања дефетизма. Умро је од глади у затвору 2. фебруара 1942. године.

## Објављена дела
- Нуле и ништице (1987)
- Архимедова када (1994)
- Нула и ништа (1996)
- Где сте ви, Пушкине? (1997)
- Случајеви и још понешто (2000)
- Апсурдне приче (2012)
- Сто случајева (2016)